# Рудники около Ченстоховы
Рудники около Ченстоховы (пол. Rudniki k/Częstochowy, Rudniki koło Częstochowy) — пассажирская и грузовая железнодорожная станция в селе Рудники в гмине Рендзины, в Силезском воеводстве Польши. Имеет 1 платформу и 2 пути.
Станция построена под названием «Рудники» на линии Варшаво-Венской железной дороги в 1846 году, когда эта территория была в составе Царства Польского. Первоначально данный пункт железной дороги указывается как «пристанок». С 1872 года в железнодорожной литературе значится как полустанция. Нынешнее название станция носит с 1923 года.
В 1872 году указывается что на полустанции Видзов построено станционное здание и с этого же года производится приём и высадка пассажиров с багажом, приём и выдача грузов с расчётом платы по действующему расстоянию.
При полустанции были устроены подъездные пути, время открытия которых указывается, в железнодорожной литературе, различное:
— к печам для обжигания извести В.Каниговского: 1853 год, 1858 год или 1866 год
— к печам для обжигания извести «Берта» Н.Добржинского: 1858 год или 1866 год

В 1894 году от полустанции был проложен подъездной путь в цементный завод «Рудники» Герберта и Комп, длиной 0,268 версты, в 1901 году к новым известково-обжигательным печам В.Каниговского, длиной 0.083 версты и в завод Акционерного Общества химических изделий «Рендзины» (бывш. Клобуковского), длиной 0,140 версты..